# Sapromyza insolita
Sapromyza insolita är en tvåvingeart som beskrevs av Shatalkin 1993. Sapromyza insolita ingår i släktet Sapromyza och familjen lövflugor. Inga underarter finns listade i Catalogue of Life.